# Diócesis de Xochimilco
La diócesis de Xochimilco (en latín: Dioecesis Xochimilcoensis) es una circunscripción eclesiástica de la Iglesia católica en México. Se trata de una diócesis latina, sufragánea de la arquidiócesis de México. Desde el 11 de febrero de 2025 su obispo es Juan María Huerta Muro perteneciente a la O.F.M..

## Territorio y organización
La diócesis tiene 433 km² y extiende su jurisdicción sobre los fieles católicos de rito latino residentes en las demarcaciones territoriales de Xochimilco, Tláhuac y Milpa Alta de la Ciudad de México.
La sede de la diócesis se encuentra en la demarcación territorial de Xochimilco en la Ciudad de México, en donde se halla la Catedral de San Bernardino de Siena.
En 2020 en la diócesis existían 40 parroquias.

## Historia
El 28 de septiembre de 2019 el papa Francisco anunció la erección de tres nuevas diócesis cuyo territorio se desmembraría del de la arquidiócesis de México y pasarían a ser sus sufragáneas. Así, el 4 de noviembre fue erigida solemnemente por el nuncio apostólico en México Franco Coppola la diócesis de Xochimilco mediante la bula Quandoquidem per sacramentum baptismi. Su primer obispo fue Andrés Vargas Peña, quien se había desempeñado anteriormente como obispo auxiliar en ese territorio. 

### Estadísticas
Según el Anuario Pontificio 2021 la diócesis tenía a fines de 2020 un total de 655 000 fieles bautizados.
| Año                                                                             | Población            | Población | Población      | Sacerdotes | Sacerdotes    | Sacerdotes    | Bautizados por sacerdote | Diáconos permanentes | Religiosos | Religiosos | Parroquias |
| Año                                                                             | Bautizados católicos | Total     | % de católicos | Total      | Clero secular | Clero regular | Bautizados por sacerdote | Diáconos permanentes | Varones    | Mujeres    | Parroquias |
| ------------------------------------------------------------------------------- | -------------------- | --------- | -------------- | ---------- | ------------- | ------------- | ------------------------ | -------------------- | ---------- | ---------- | ---------- |
| 2019                                                                            | 655 000              | 769 250   | 85.1           | 46         | 44            | 2             | 14 239                   | 7                    | 20         | 100        | 40         |
| 2020                                                                            | 655 000              | 769 250   | 85.1           | 46         | 44            | 2             | 14 239                   | 7                    | 20         | 100        | 40         |
| Fuente: Catholic-Hierarchy, que a su vez toma los datos del Anuario Pontificio. |                      |           |                |            |               |               |                          |                      |            |            |            |

## Episcopologio
- Andrés Vargas Peña, 28 de septiembre 2019-11 de febrero de 2025
- Juan María Huerta Muro, desde el 11 de febrero de 2025